# Пойак
Пойа́к (фр. Pauilhac) — коммуна во Франции, находится в регионе Юг — Пиренеи. Департамент — Жер. Входит в состав кантона Флёранс. Округ коммуны — Кондом.
Код INSEE коммуны — 32306.

## География
Коммуна расположена приблизительно в 570 км к югу от Парижа, в 75 км северо-западнее Тулузы, в 26 км к северу от Оша.
На востоке коммуны протекает река Жер.

## Климат
Климат умеренно-океанический. Лето жаркое и немного дождливое, температура часто превышает 35 °С. Зимой часто бывает отрицательная температура и ночные заморозки. Годовое количество осадков — 700—900 мм.

## Население
Население коммуны на 2010 год составляло 613 человек.
| 1962 | 1968 | 1975 | 1982 | 1990 | 1999 | 2010 |
| ---- | ---- | ---- | ---- | ---- | ---- | ---- |
| 447  | 377  | 350  | 375  | 447  | 477  | 613  |

## Администрация
| Период | Период | Фамилия         | Партия       | Примечания |
| ------ | ------ | --------------- | ------------ | ---------- |
| ?      | 2001   | Марсель Кальмет | Разные левые |            |
| 2001   | 2020   | Жильбер Лафон   |              |            |

## Экономика
В 2010 году среди 387 человек трудоспособного возраста (15-64 лет) 281 были экономически активными, 106 — неактивными (показатель активности — 72,6 %, в 1999 году было 69,6 %). Из 281 активных жителей работали 262 человека (137 мужчин и 125 женщин), безработных было 19 (6 мужчин и 13 женщин). Среди 106 неактивных 45 человек были учениками или студентами, 44 — пенсионерами, 17 были неактивными по другим причинам.

## Достопримечательности
- Аббатство Буйас[фр.] (XII век)